# Benia de Onís
Benia de Onís (Benia en asturiano y oficialmente) es una localidad, parroquia y capital del concejo asturiano de Onís, en el Principado de Asturias, España.
Cuenta con una población de 232 habitantes (2019) y se encuentra a 88 km de Oviedo, capital de Asturias.